# Aston Martin Victor
Aston Martin Victor – supersamochód klasy średniej typu one-off wyprodukowany pod brytyjską marką Aston Martin w 2020 roku.

## Historia i opis modelu

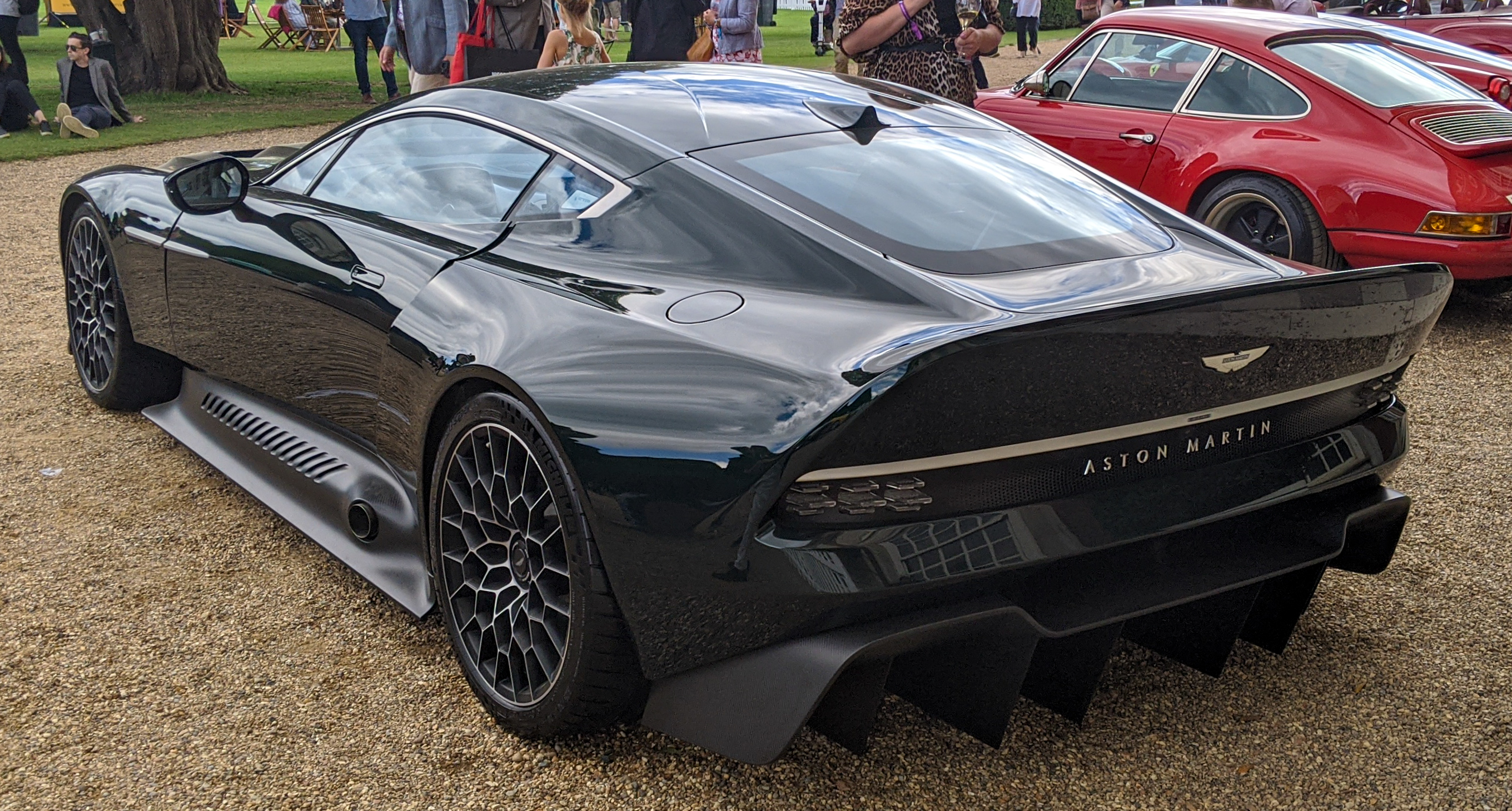
Aston Martin Victor - tył

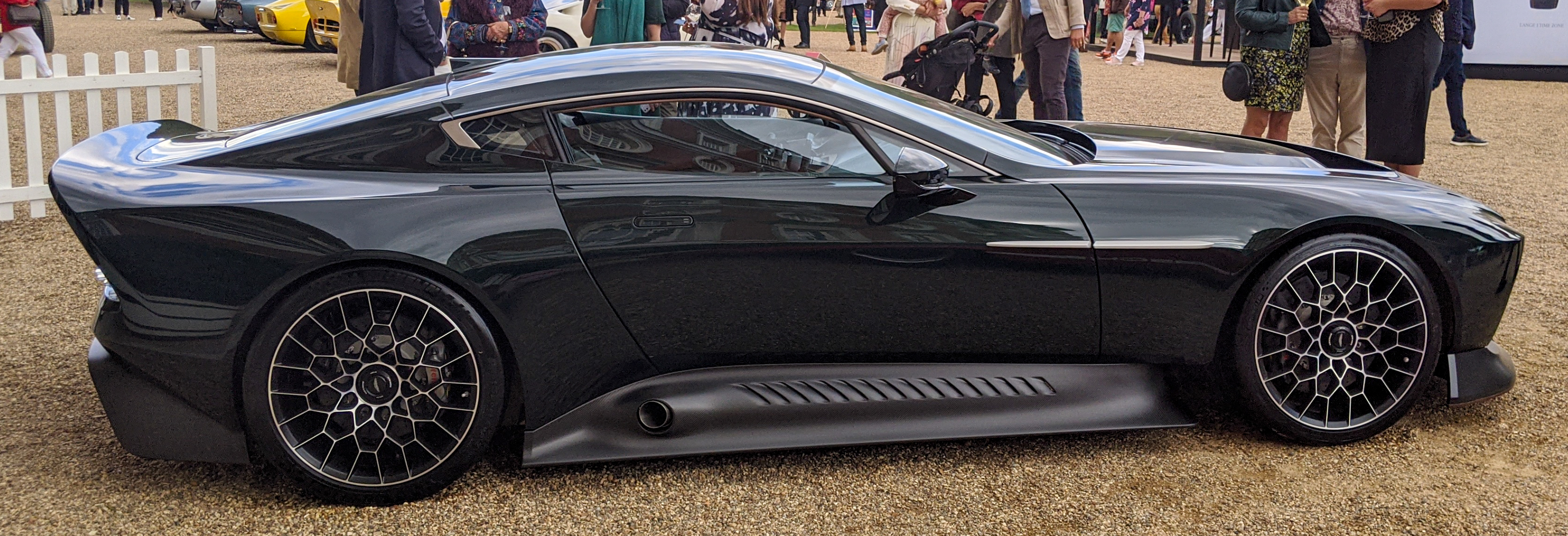
Aston Martin Victor - sylwetka

Na przełomie drugiej i trzeciej dekady XXI wieku Aston Martin zdecydował się wykorzystać produkowany 10 lat wcześniej małoseryjny model One-77 jako bazę do skonstruowania unikatowego modelu na specjalne zamówienie, zrealizowane przez dział Q by Aston Martin. Model Victor przedstawiony został we wrześniu 2020 roku podczas wystawy Concours of Elegance w Londynie, swoją nazwą nawiązując do dawnego zarządzającego brytyjską firmą, zasłużonego Victora Gauntletta.
Pomimo technicznego pokrewieństwa z One-77, Aston Martin Victor otrzymał zupełnie nowy projekt nadwozia z brutalistyczną estetyką odmienną od standardowych konstrukcji firmy. Pas przedni przyozdobiły nisko osadzone okrągłe reflektory, z kolei tylną część nadwozia zwieńczył spojler wkomponowany w sylwetkę. Jednocześnie zadbano o duży, typowy dla produktów brytyjskiej firmy rozległy wlot powietrza.
Kabina pasażerska charakteryzuje się kołem kierownicy w formie trójramiennego wolanta przejętego z modelu Vulcan, wysoko osadzonymi zegarami, a także wykończeniem mieszanką ciemnozielonej skóry, drewna orzechowego, aluminium oraz włókna węglowego.
Victor napędzany jest przez wolnossący, benzynowy silnik V12 o pojemności 7,3 litra, który przenosi moc na tylną oś. Jednostka rozwija moc 850 KM mocy i 820 Nm maksymalnego momentu obrotowego, która współpracuje z 6-biegową przekładnią manualną. Jest to najszybszy samochód w historii Astona Martina, którego wyposażono w ręczną skrzynię biegów.

### Sprzedaż
Aston Martin Victor zbudowany został tylko w jednym egzemplarzu na specjalne zamówienie kolekcjonera samochodów z Belgii. Przy okazji prezentacji sportowego modelu producent nie ujawnił ani tego na czyje konkretne zamówienie zbudowano Victora, ani o jaką kwotę opiewała transakcja.

### Silnik
- V12 7.3l 836 KM